# Trophée Bobby-Smith
Le trophée Bobby-Smith est un trophée de hockey sur glace remis annuellement au joueur étudiant de la Ligue de Hockey de l'Ontario qui combine des résultats académiques et un niveau de jeu élevé.
Le trophée a été créé en mémoire de Bobby Smith, une ancienne gloire des 67's d'Ottawa, qui avait possédait d'excellents résultats en classe en plus d'avoir réalisé une carrière junior impressionnante. Chaque équipe nommée pour le trophée devient membre de l'équipe étudiante de l'année en LHO.

## Palmarès
Le trophée est remis chaque saison depuis 1981 à l'exception de la saison 2020-2021.
- 1979-1980 Steve Konroyd, Generals d'Oshawa
- 1980-1981 – Doug Smith, 67's d'Ottawa
- 1981-1982 – Dave Simpson, Knights de London
- 1982-1983 – Dave Gagner, Alexanders de Brantford
- 1983-1984 – Scott Tottle, Petes de Peterborough
- 1984-1985 – Craig Billington, Bulls de Belleville
- 1985-1986 – Chris Clifford, Canadians de Kingston
- 1986-1987 – John McIntyre, Platers de Guelph
- 1987-1988 – Darrin Shannon, Spitfires de Windsor
- 1988-1989 – Brian Collinson, Marlboros de Toronto
- 1989-1990 – Ryan Kuwabara, 67's d'Ottawa
- 1990-1991 – Nathan LaFayette, Royals de Cornwall
- 1991-1992 – Nathan LaFayette, Royals de Cornwall
- 1992-1993 – Tim Spitzig, Rangers de Kitchener
- 1993-1994 – Ethan Moreau, Flyers de Niagara Falls
- 1994-1995 – Jamie Wright, Storm de Guelph
- 1995-1996 – Boyd Devereaux, Rangers de Kitchener
- 1996-1997 – Jake McCracken, Greyhounds de Sault Ste. Marie
- 1997-1998 – Manny Malhotra, Storm de Guelph
- 1998-1999 – Rob Zepp, Whalers de Plymouth
- 1999-2000 – Brad Boyes, Otters d'Érié
- 2000-2001 – Dustin Brown, Storm de Guelph
- 2001-2002 – Dustin Brown, Storm de Guelph
- 2002-2003 – Dustin Brown, Storm de Guelph
- 2003-2004 – Scott Lehman, St. Michael's Majors de Toronto
- 2004-2005 – Richard Clune, Sting de Sarnia
- 2005-2006 – Danny Battochio, 67's d'Ottawa
- 2006-2007 – Steven Stamkos, Sting de Sarnia
- 2007-2008 – Ryan Ellis, Spitfires de Windsor
- 2008-2009 – Matt Duchene, Battalion de Brampton
- 2009-2010 – Erik Gudbranson, Frontenacs de Kingston
- 2010-2011 – Dougie Hamilton, IceDogs de Niagara
- 2011-2012 – Adam Pelech, Otters d'Érié
- 2012-2013 – Darnell Nurse, Greyhounds de Sault Ste. Marie
- 2013-2014 – Connor McDavid, Otters d'Érié
- 2014-2015 – Connor McDavid, Otters d'Érié
- 2015-2016 – Nicolas Hague, Steelheads de Mississauga
- 2016-2017 – Sasha Chmelevski, 67's d'Ottawa
- 2017-2018 – Barrett Hayton, Greyhounds de Sault Ste. Marie
- 2018-2019 – Thomas Harley, Steelheads de Mississauga
- 2019-2020 – Cole Perfetti, Spirit de Saginaw
- 2021-2022 – Owen Beck, Steelheads de Mississauga
- 2022-2023 – Colby Barlow, Attack d'Owen Sound
- 2023-2024 - Carter George, Attack d'Owen Sound